# Hamburgische Bürgerschaft

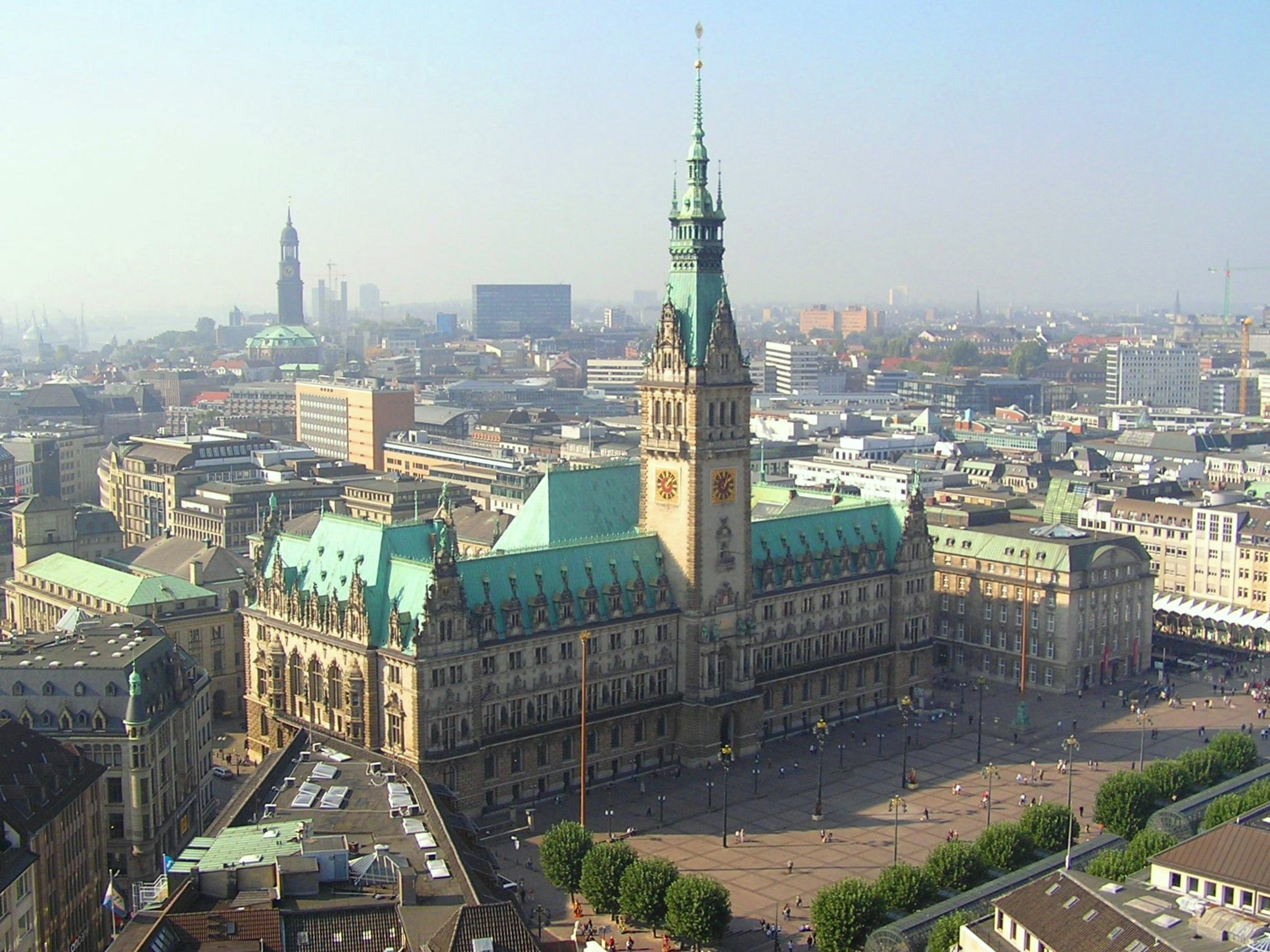
Hamburger Rathaus, zetel van de Hamburgische Bürgerschaft

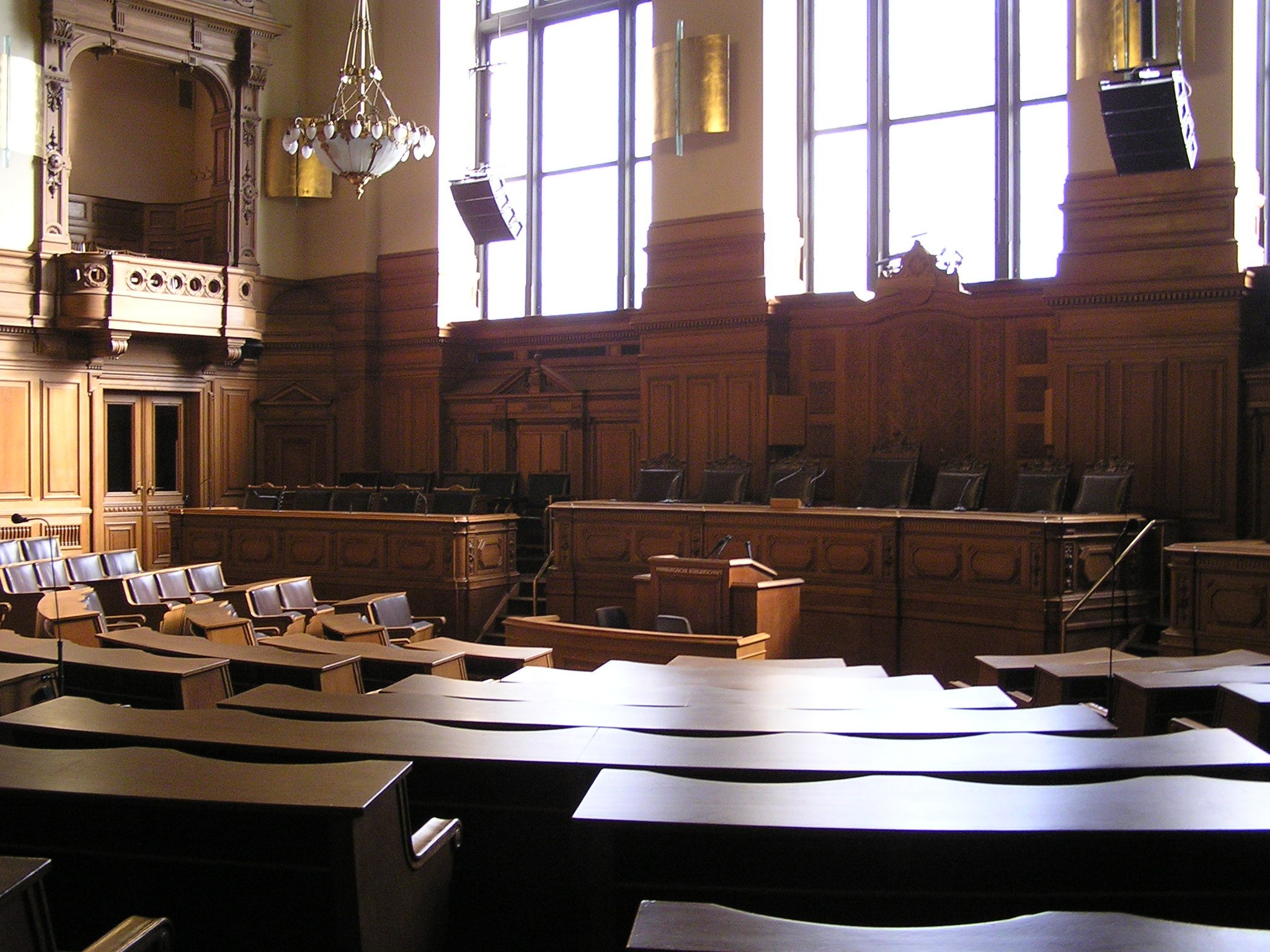
Interieur Hamburgische Bürgerschaft

De Hamburgische Bürgerschaft (Nederlands: Burgerschap van Hamburg) is het parlement van de Duitse deelstaat Hamburg.
De Bürgerschaft is naast parlement van de stadstaat Hamburg ook een gemeenteraad die zich bezighoudt met communale vraagstukken. Kleine lokale vraagstukken (kleinschalige bouwplannen) worden echter door deelraden (Bezirksversammlungen, 7 in totaal) behandeld.
De 121 leden tellende Bürgerschaft wordt rechtstreeks gekozen via algemeen, enkelvoudig kiesrecht.

## Geschiedenis

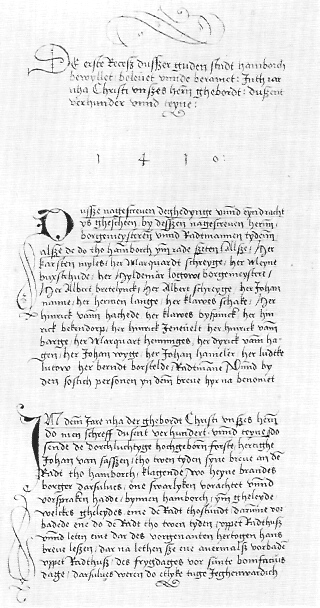
Erste Rezess (1410)

De Bürgerschaft van de stadrepubliek Hamburg kent een lange geschiedenis. In 1410 kwamen stadsregering (Rath) en (mannelijke) burgers tijdens het Ersten Rezess overeen dat er een stadsparlement moest worden opgericht. Deze eerste stadsparlementen waren gewoon volksvergaderingen waar alle mannelijke ingezetenen van Hamburg stemrecht hadden. Op een inwonersaantal van 10.000 zielen (1350) was dit geen probleem, maar naarmate het bevolkingsaantal van de stad toenam werd er een Bürgerschaft met een beperkt aantal leden samengesteld.
Tijdens de Reformatie werd de roep om een democratischer bestel groter. In 1529 tijdens het zogenaamde Lange Rezess werd besloten dat de Rath verantwoording moest afleggen aan de Bürgerschaft.

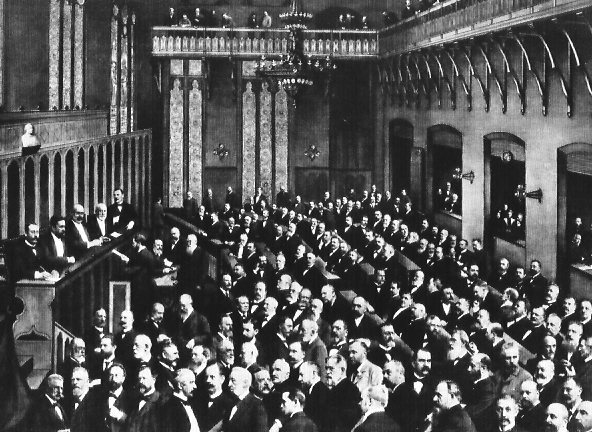
Zitting Hamburgische Bürgerschaft in 1897

Na wat liberale experimenten in de eerste helft van de negentiende eeuw, werden er op 12 november 1859 voor het eerst verkiezingen gehouden voor een Bürgerschaft. Kiesrecht was weggelegd voor mannen die het burgerrecht bezaten, 25 jaar of ouder waren en regelmatig belasting betaalden. Ofschoon ook mensen met een klein inkomen mochten stemmen telde hun stem veel minder dan die van een rijke koopman of notabele. Het kiessysteem, een mengeling van klassenkiesrecht (Klassenwahlrecht) en censuskiesrecht was weinig democratisch. Vierenentachtig van de 192 zetels in de Bürgerschaft waren gereserveerd voor de elite. De Fraktion der Linken (linkse fractie), samengesteld uit vooruitstrevende kooplieden en vooral handwerkers, streefde naar uitbreiding van het kiesrecht. De Fraktion der Rechten (rechtse fractie), bestaande uit rijke kooplieden en het patriciaat, en de conservatief-liberalen waren voor handhaving van de status quo. Het Linksen Zentrums (linkse centrum) nam een middenpositie in. In 1901 deden de sociaaldemocraten in de persoon van Otto Stolten (SPD) hun intrede in de Bürgerschaft. Bij de verkiezingen van 1904 werden dertien sociaaldemocraten in de Bürgerschaft gekozen. Om de invloed van de hervormingsgezinde links-liberalen en vooral die van de sociaaldemocraten tegen te gaan werd de kieswet in 1906 aangescherpt. In 1919, na de Novemberrevolutie, werd het algemeen kiesrecht ingevoerd. Tijdens de periode van het nationaalsocialisme (1933-1945) vonden er geen verkiezingen voor de Bürgerschaft plaats en later werd de autonomie van de stadstaat door de nazi's opgeheven.
Op 13 oktober 1946 vonden de eerste naoorlogse verkiezingen voor de Hamburgische Bürgerschaft plaats. Sinds deze verkiezingen is de SPD, op enkele uitzonderingen na, meestal de grootste partij van Hamburg gebleven. Een voorbeeld waarbij deze trend doorbroken werd zijn de verkiezingen van 2004, toen de Christlich Demokratische Union (CDU) van toenmalig burgemeester Ole von Beust een meerderheid veroverde.

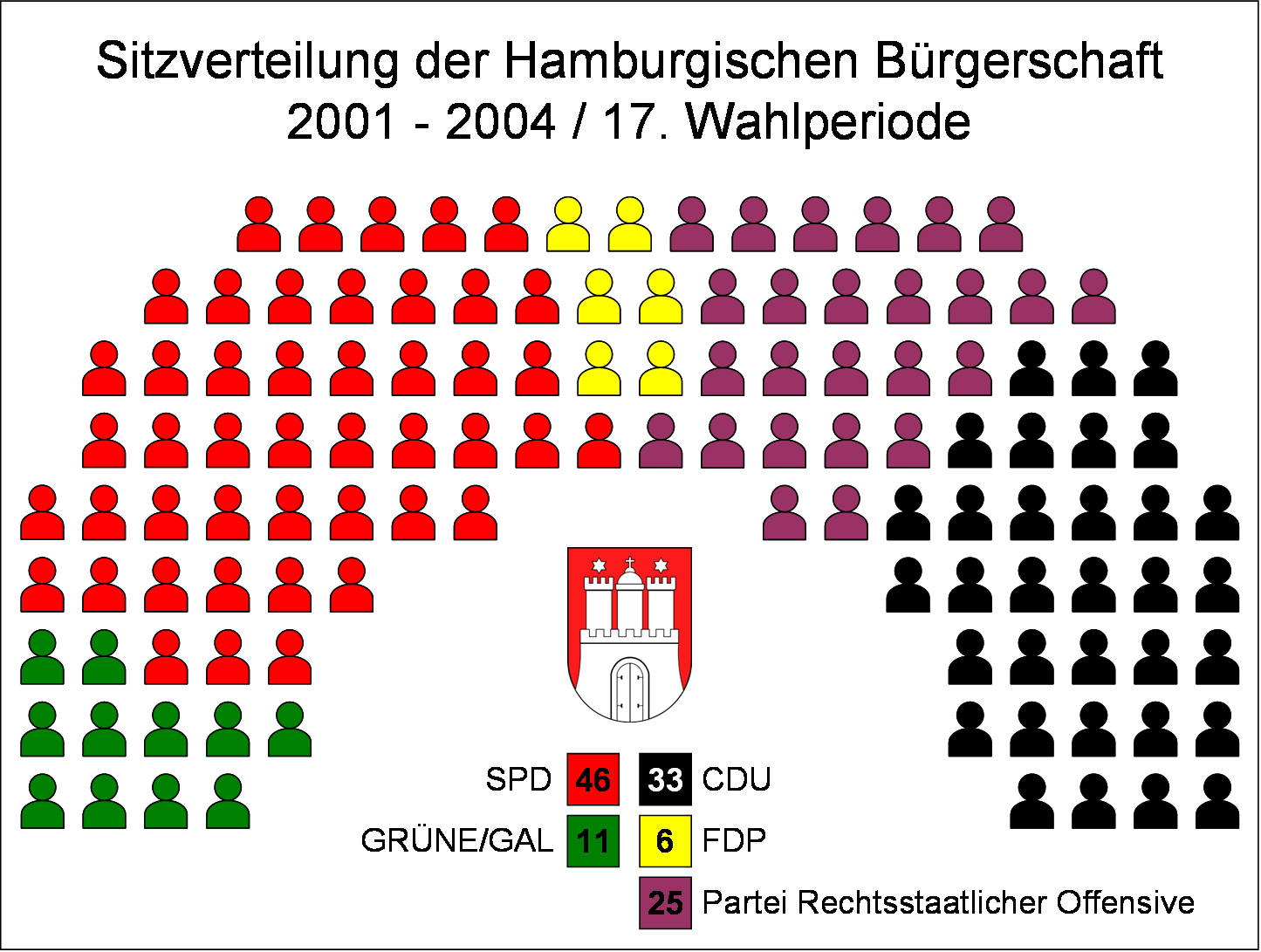
Zetelverdeling na de verkiezingen voor de 17e Bürgerschaft (2001)

### Zetelverdeling 2004
Na de verkiezingen voor de 18e Bürgerschaft van 29 februari 2004 zag de samenstelling er als volgt uit:

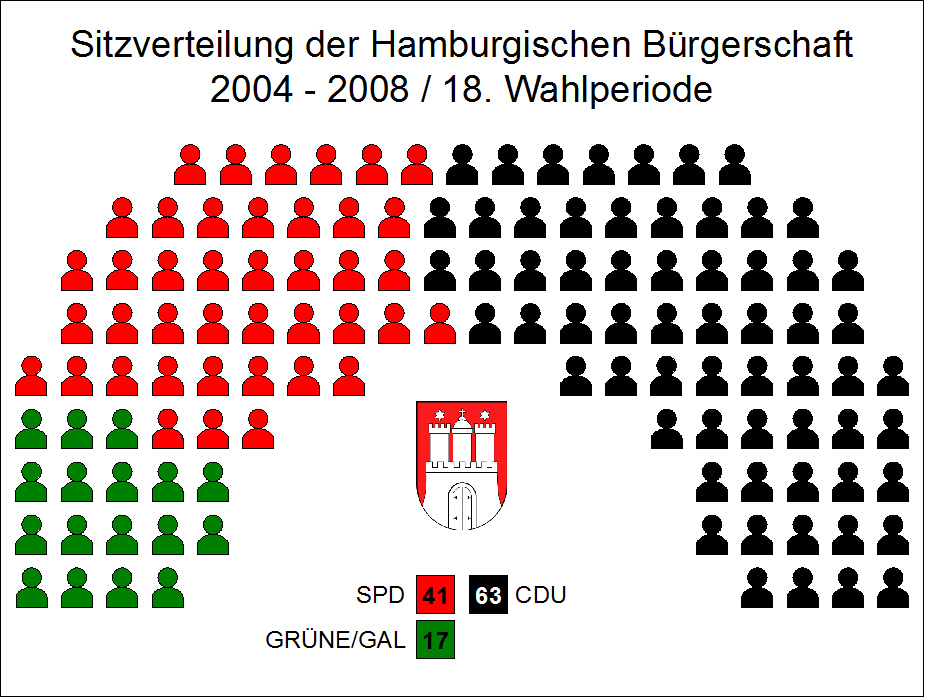
Zetelverdeling na de verkiezingen voor de 18e Bürgerschaft (2004)

| Partij                                        | zetels   | %    |
| --------------------------------------------- | -------- | ---- |
| Christlich Demokratische Union (CDU)          | 63 (+20) | 52%  |
| Sozialdemokratische Partei Deutschlands (SPD) | 41 (-5)  | 34%  |
| Die Grünen / Grün-Alternative Liste           | 17 (+6)  | 14%  |
| Totaal                                        | 121      | 100% |

### Zetelverdeling 2008

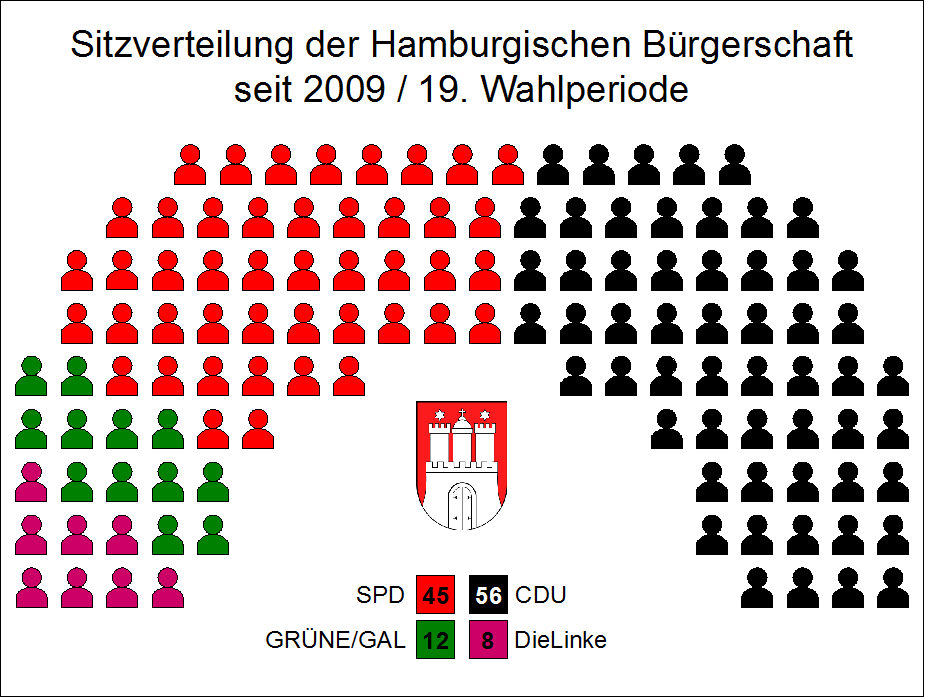
Zetelverdeling na de verkiezingen voor de 19e Bürgerschaft (2008)

Op 24 februari 2008 vonden de verkiezingen voor de 19e Bürgerschaft plaats. De CDU van eerste burgemeester Ole von Beust ging licht achteruit, maar bleef met 56 zetels de grootste. Wel verloor de partij haar absolute meerderheid. Een kleine winst (+4 zetels) was er voor de SPD van Michael Naumann, die op 45 zetels kwam. De grote winnaar was ongetwijfeld de links-socialistische / communistische partij Die Linke, die vanuit het niets acht zetels wist te veroveren.
Na de verkiezingen vormde Von Beust een nieuwe regering (Senaat-Von Beust III), bestaande uit de CDU en de Grün-Alternative Liste (GAL), de afdeling van Bündnis 90/Die Grünen in Hamburg. Een dergelijke coalitie wordt ook wel zwart-groene coalitie genoemd naar de partijkleuren van de beide coalitiepartners. De regering in Hamburg was het eerste voorbeeld van een zwart-groene coalitie in een Duitse deelstaat.
| Partij                                        | zetels  | %     |
| --------------------------------------------- | ------- | ----- |
| Christlich Demokratische Union (CDU)          | 56 (-7) | 42,6% |
| Sozialdemokratische Partei Deutschlands (SPD) | 45 (+4) | 34,1% |
| Die Grünen / Grün-Alternative Liste           | 12 (-5) | 9,6%  |
| Die Linke                                     | 8 (+8)  | 6,4%  |
| Freie Demokratische Partei (FDP)              | 0 (-)   | 4,8%  |
| Totaal                                        | 121     | 100%  |

### Zetelverdeling 2011
Op 25 augustus 2010 trad Ole von Beust voortijdig af als eerste burgemeester. Hij werd opgevolgd door zijn partijgenoot Christoph Ahlhaus (zie: Senaat-Ahlhaus), die echter minder populair was en meermaals conflicten had met coalitiepartner Grün-Alternative Liste. De Groenen besloten de samenwerking met CDU dan ook te beëindigen en pleitten voor nieuwe verkiezingen, die uiteindelijk plaatsvonden op 20 februari 2011. De CDU kreeg bij deze verkiezingen een zware klap te verwerken: het zetelaantal van de partij werd gehalveerd (van 56 naar 28). Vrijwel alle andere partijen profiteerden hiervan; alleen Die Linke bleef stabiel op acht zetels. Onder leiding van Olaf Scholz trad op 7 maart 2011 een SPD-regering aan, waarmee die partij na tien jaar opnieuw aan de macht kwam in Hamburg.
| Partij                                        | zetels   | %     |
| --------------------------------------------- | -------- | ----- |
| Sozialdemokratische Partei Deutschlands (SPD) | 62 (+17) | 51,2% |
| Christlich Demokratische Union (CDU)          | 28 (-28) | 23,1% |
| Die Grünen / Grün-Alternative Liste           | 14 (+2)  | 11,6% |
| Freie Demokratische Partei (FDP)              | 9 (+9)   | 7,4%  |
| Die Linke                                     | 8 (-)    | 6,6%  |
| Totaal                                        | 121      | 100%  |

### Zetelverdeling 2015
Bij de verkiezingen op 15 februari 2015 werd de SPD, ondanks licht verlies, wederom de grootste partij. Het in 2011 ingezette verval van de CDU hield aan en kostte die partij nog eens acht zetels. Nieuw in de Bürgerschaft kwam het rechtse Alternative für Deutschland (AfD), dat acht zetels wist te verzamelen. Eerste burgemeester Scholz vormde een regering met SPD en Grün-Alternative Liste, maar stapte in maart 2018 op om zitting te nemen in het federale kabinet-Merkel IV. Zijn opvolger werd zijn partijgenoot Peter Tschentscher.
| Partij                                        | zetels  | %     |
| --------------------------------------------- | ------- | ----- |
| Sozialdemokratische Partei Deutschlands (SPD) | 58 (-4) | 45,6% |
| Christlich Demokratische Union (CDU)          | 20 (-8) | 15,9% |
| Die Grünen / Grün-Alternative Liste           | 15 (+1) | 12,3% |
| Die Linke                                     | 11 (+3) | 8,5%  |
| Freie Demokratische Partei (FDP)              | 9 (-)   | 7,4%  |
| Alternative für Deutschland (AfD)             | 8 (+8)  | 6,1%  |
| Totaal                                        | 121     | 100%  |

### Zetelverdeling 2020
Bij de verkiezingen op 23 februari 2020 werd de SPD ondanks fors verlies wederom de grootste partij. Grote winnaar waren de Grünen. De CDU verloor opnieuw, waarbij de lijsttrekker zelfs geen zetel wist te bemachtigen. De rechtse AfD verloor voor het eerst bij een deelstaatsverkiezing en ging een zetel achteruit. Ook de FDP deed het slecht, de partij miste de 5%grens en wist slechts een zetel te behalen via een districtzetel. Na de verkiezingen vormde de SPD een regering met de Grünen onder leiding  van  Peter Tschentscher.
| Partij                                        | zetels   | %     |
| --------------------------------------------- | -------- | ----- |
| Sozialdemokratische Partei Deutschlands (SPD) | 54 (-4)  | 39,2% |
| Die Grünen                                    | 33 (+18) | 24,2% |
| Christlich Demokratische Union (CDU)          | 15 (-5)  | 11,2% |
| Die Linke                                     | 13 (+2)  | 9,1%  |
| Freie Demokratische Partei (FDP)              | 1 (-8)   | 4,9%  |
| Alternative für Deutschland (AfD)             | 7 (-1)   | 5,3%  |
| Totaal                                        | 123      | 100%  |

## Lijst van voorzitters van deBürgerschaft
- 1859-1861: Johannes Versmann
- 1861-1863: Isaac Wolffson
- 1863-1865: Hermann Baumeister
- 1865-1868: Georg Kunhardt
- 1868-1869: Hermann Baumeister
- 1869: Johann A. T. Hoffmann
- 1869-1877: Hermann Baumeister
- 1877-1885: Gerhard Hachmann
- 1885-1892: Otto Mönckeberg
- 1892-1902: Siegmund Hinrichsen
- 1902-1913: Julius Engel
- 1913-1919: Alexander Schön
- 1919-1920: Berthold Grosse (SPD)
- 1920-1928: Rudolf Roß (SPD)

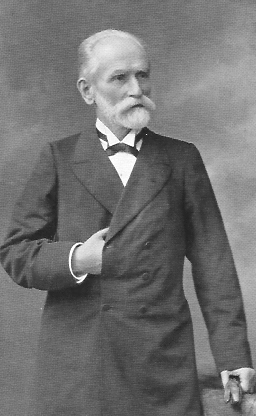
Johannes Versmann, de eerste gekozen voorzitter van de Bürgerschaft

- 1928-1931: Max Hugo Leuteritz (SPD)
- 1931-1933: Herbert Ruscheweyh (SPD)
- 1933: Fritz Meyer (NSDAP)

- Op 14 oktober 1933 werd de Bürgerschaft ontbonden.

- 1946: Herbert Ruscheweyh
- 1946-1960: Adolph Schönfelder (SPD)
- 1960-1978: Herbert Dau (SPD)
- 1978-1982: Peter Schulz (SPD)
- 1982-1983: Martin Willich (CDU)
- 1983-1986: Peter Schulz (SPD)
- 1986-1987: Martin Willich (CDU)
- 1987: Elisabeth Kiausch (SPD)
- 1987-1991: Helga Elstner (SPD)
- 1991-1993: Elisabeth Kiausch (SPD)
- 1993-2000: Ute Pape (SPD)
- 2000-2004: Dorothee Stapelfeldt (SPD)
- 2004-2010: Berndt Röder (CDU)
- 2010-2011: Lutz Mohaupt (onafhankelijk)
- 2011: Dorothee Stapelfeldt (SPD)
- 2011-heden: Carola Veit (SPD)